# بیدندن
بیدندن (به انگلیسی: Biddenden) یک روستا و محله مدنی در بریتانیا است که در اشفورد واقع شده‌است. بیدندن ۲۹٫۱۲ کیلومتر مربع مساحت و ۲٬۵۷۴ نفر جمعیت دارد.